# Eurolophosaurus nanuzae
Eurolophosaurus nanuzae — вид ігуаноподібних ящірок родини Tropiduridae. Ендемік Бразилії.

## Поширення і екологія
Eurolophosaurus nanuzae мешкають в горах Серра-ду-Еспіньясу в штатах Мінас-Жерайс і Баїя, зокрема в горах Серра-ду-Сіпо. Вони живуть серед скель, порослих заростями кампос-рупестрес, на висоті понад 900 м над рівнем моря. Живляться мурахами і термітами.